# Poliona microcephalus
Poliona microcephalus är en insektsart som beskrevs av Kusnezov 1929. Poliona microcephalus ingår i släktet Poliona och familjen dvärgstritar. Inga underarter finns listade i Catalogue of Life.